# Orquestra Simfònica de San Francisco
L'Orquestra Simfònica de San Francisco (també anomenada SFS per les seves sigles en anglès de San Francisco Symphony) és una orquestra de San Francisco, Califòrnia. Va ser fundada i conduïda pel compositor Henry Hadley el 1911, qui també va dirigir la Seattle Symphony Orchestra des de 1909 fins a 1911. Només hi havia seixanta músics en l'orquestra a l'inici de la seva sessió. El seu primer concert incloïa obres de Wagner, Txaikovski, Haydn i Liszt. La temporada 1911-1912 es van programar tretze concerts.
L'actual director musical és Esa-Pekka Salonen, en el càrrec des de 2020 i successora de Michael Tilson Thomas, que n'era el director des de setembre de 1995.

## Història

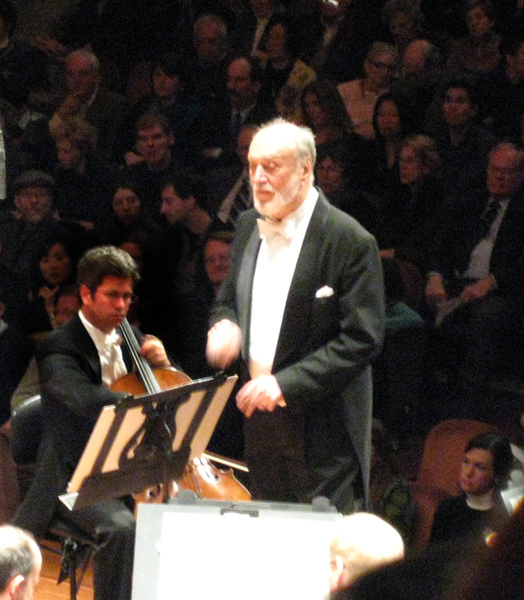
Concert del 13 de gener de 2007, Masur dirigeix "Simfonia Escocesa" de Mendelssohn

### Els primers anys
L'orquestra té un llarg temps integrada en la vida i cultura de la ciutat de San Francisco. Hadley va ser descobert el 1915 per Alfred Hertz, qui va conduir per diversos anys l'Òpera del Metropolitan, fins i tot va aparèixer amb la companyia durant el seu desenvolupament històric a San Francisco a l'abril de 1906, prèviament del terratrèmol i del foc. Hertz va ajudar a refinar l'orquestra i convèncer a Victor Talking Machine Company per a gravar en Oakland des de 1925. Hertz també va conduir l'orquestra en nombroses emissores de ràdio.
Hertz, després va anunciar el seu oficial retir el 1930, l'orquestra va ser conduïda per dos líders, Basil Cameron i Issay Dombrowen. Durant la Gran Depressió, quan l'existència de la SFS va ser amenaçada per quedar en fallida i la sessió de 1934-35 va ser cancel·lada, les persones de San Francisco van vincular una mesura per a proveir finançament públic i assegurar la continuïtat i existència de l'organització. El famós mestre francès Pierre Monteux (1987-1964), qui va conduir la premier mundial de la consagració de la primavera per Igor Stravinski, qui va llogar l'orquestra per a restaurar-la. Monteuz va millorar reeixidament l'orquestra que NBC va tornar a emetre algunes dels seus concerts i RCA Victor va oferir un contracte amb un enregistrament nou el 1941. El 1949, Monteux va convidar a Arthur Fiedler per a conduir els concerts de "pop" en l'estiu a l'Auditori Civic. Fieder també va conduir l'orquestra en concerts de franc en Singmund Stern Grove i l'Amfiteatre Frost en la Universitat Stanford. La relació de Fiedler amb l'orquestra va continuar fins a mitjan anys 70s.

#### A la recerca d'un director
Quan Monteux va sortir de l'orquestra el 1952, diversos líders van dirigir-la, incloent Leopold Stokowski, Georg Solti, Erich Leinsdorf, Karl Münchinger, George Szell, Bruno Walter, Ferenc Fricsay i William Steinberg. Stokowski també va crear sèries dels enregistraments per a RCA amb l'orquestra.
Tenia dos anys abans que el consell decidís llogar al jove mestre espanyol Enrique Jordá per a ser el següent director de música. Des de sobreviure al testimoni ocular i els comptes de periòdic, Jordá es va associar amb ells amb una forta promesa. Va tenir un entusiasme juvenil, energia i encant. No obstant això, Jordá conduïa constantment tan vigorós que el seu testimoni va desaparèixer del seu poder. En anys passats, Jordá va ser reportat per fallar a mantenir la disciplina i no proveir un lideratge bo i l'orquestra fallés. George Szell (1897-1970), el director de música d'alt rang de l'Orquestra de Cleveland, va ser convidat per a conduir l'orquestra el 1962 i es va consternar per l'escassetat de disciplina que va publicar una recomanació a Jordá, també va renyar la crítica de la música d'Alfred Frankenstein en el periòdic San Francisco Chronicle per recomanar a Jordá i l'orquestra. Els comentaris de Szell van ser cada vegada més insatisfactoris entre els músics i el públic, dirigint el tauler de SFS per a fer un canvi.
A la tardor de 1963, el conductor austríac Josef Krips (1902-1974) va dirigir l'orquestra i la va portar a la fama. Ràpidament es va fer conegut com a benvolent autocrític, a més, no tolerava la música descurada. Va treballar per a inspirar a músics, també, aviat va començar a perfeccionar les seves interpretacions, particularment en el repertori Austro-Alemany. Una de les seves innovacions van ser les tradicions anuals de la Vespra d'any nou, "A Night in Old Vienna", quan va ser lleial a la música de Johann Strauss i altres mestres vienesos del segle xix. Concerts similars han continuat fins avui en dia, no obstant això el format és una miqueta diferent a la versió passada. Krips va gravar discos al costat de l'orquestra, va insistir que encara no estaven llestos. Va agregar que permetrien que KKHI busqués algun divendres en la nit per a fer el seu concert. També va facilitar el camí del seu successor quan va convidar al jove director japonès, Seiji Ozawa, a conduir l'orquestra; Ozawa ràpidament va impressionar als crítics i l'audiència amb el seu impressionant Bernstein com a conductor, particularment en les interpretacions dels Quadres d'una exposició de Mússorgski (orquestrats per Ravel), la quarta simfonia de Txaikovski i la Symphonie Fantastique feta per Hector Berlioz. Krips es va retirar a la fi de 1970 i només va tornar quan ho van convidar a conduir l'orquestra en Stern Grove, abans de la seva mort en [1974].

## Convidats
En tota la història de San Francisco Symphony, ha tingut grans conductors, músics i cantants com a convidats. Molts compositors famosos també han conduït l'orquestra en els seus anys. El 1915, Saint-Saens (1835-1921) va conduir l'orquestra en el pacífic de Panamà, en una expedició internacional esperada per anys en el Districte de la Marina de San Francisco. El 1928, Maurice Ravel va conduir alguna del seu popular música. Al juny de 1937, George Gershwin (1898-1937) va dirigir la seva òpera Porgy and Bess, després va ser solista en la seva Concerto in F amb Pierre Monteux com a conductor. Igor Stravinski (1882-1971) va ser un convidat regular conductor, apareixent periòdicament des de 1937 fins a 1967. Aaron Copland (1900-1990) va conduir l'orquestra el 1966. Altres compositors que van dirigir l'orquestra van ser Ernst von Dohnányi en 1927, Ottorino Respighi el 1929, Arnold Schoenberg en 1945, Darius Milhaud el 1949, Manuel Renthal en 1950, Leon Kirchner en 1960, Jean Martinon el 1970 i Howard Hanson. John Adams, compositor-en-residència des de 1979 fins a 1985, també incloïen conductors freqüents en els seus propis treballs amb l'orquestra.
A més de compositors convidats, alguns conductors famosos també van conduir l'orquestra, com ara Artur Rodzinski, Walter Damrosch, Sir Thomas Beecham, John Barbirolli, Andre Kostelanetz, Lorin Maazel, Leonard Bernstein, Guido Cantelli, Victor de Sabata, Dmitri Mitropoulos, Erich Leinsdorf, George Szell, Charles Münch, Paul Paray, Rafael Kubelík, Daniel Barenboim, Istvan Kertesz, Karl Richter, Antal Doráti, Leonard Slatkin, Andrew Davis, Nikolaus Harnoncourt, Ievgueni Svetlànov, Simon Rattle, Kurt Masur, Neeme Jarvi, Kiril Kondrashin, Eugene Ormandy, Georg Solti, Michael Kamen i Christopher Hogwood.
Alguns dels molts solistes que van aparèixer amb l'orquestra incloïen volinistes com Jascha Heifetz, Fritz Kreisler, Yehudi Menuhin, Midori, Itzhak Perlman, Isaac Stern i Efrem Zimbalist; i pianistes com Vladimir de Pachmann, Peter Serkin, Rudolf Serkin i Andre Watts.

## Sala de Concerts
La SFS va fer el seu primer concert al desembre de 1911 en la cort del teatre al carrer 64 Ellis. Els concerts van ser recorreguts al Teatre Curran] al carrer 445 Geary el 1918, després al Teatre Tívoli al carrer 75 Eddy en 1921-22. Els músics van tornar al Teatre Curran des de 1922 fins a 1931, després van tornar al Teatre Tivoli des de 1931 fins a 1932. Finalment, l'11 de novembre de 1932, l'orquestra de San Francisco va ser traslladada a la nova marca de War Memorial Opera House en l'avinguda 301 Van Ness, on el millor dels seus concerts va ser donat fins a Juny de 1980. Els millors concerts usualment van ser donats en l'enorme Auditori Civic. L'últim concert en l'històric saló d'òpera, un programa Beethoven conduït per Leonard Slatkin al juny de 1980. L'orquestra ara toca en el Saló Louise M. Davies Symphony al carrer Grove i l'avinguda Van Ness, el qual van obrir al setembre de 1980 amb un concert de gala conduït per Edp de Waart, televisat en viu en PBS i presentat per l'amfitrió i violinista Yehudi Menuhin.

## L'orquestra amb Metallica
La famosa banda de thrash metall, Metallica, ha tocat al costat de l'orquestra, encara amb les diferencia de gèneres que tenen entre si, ha estat bastant difícil instrumentalitzar les cançons que conformen aquest doble CD, S&M, que al costat de 78 músics, sense comptar als de la banda, ha donat un fort impacte sobre els fanes de Metallica.
El director i compositor d'aquest esdeveniment ha estat Michael Kamen, popularitzat per les seves bandes sonores com "Robin Hood", "The Three Musketers" o "Mr. Holland´s Opus". És conegut per ser una figura en la fusió de gèneres clàssics i moderns. Kamen ja havia tingut projectes semblants al S&M, com ho són David Bowie, Pete Townshend, Eric Clapton, Kate Bush, Aerosmith i Pink Floyd. No obstant això Michael sol apassionar-se per la música i educació instrumental, per això, va fundar la "Mr. Holland's Opus Foundation", organització que promou l'educació musical.
L'enregistrament del CD va ser gravat en viu en el Berkeley Community Theater els dies 21 i 22 d'abril de 1999 a San Francisco, l'orquestra va ser tocada per 72 músics més el director, Michael. Francis Ford Coppola va visitar el concert. L'esdeveniment va ser gravat per a la seva posterior edició en DVD, a més d'en CD, pel prestigiós Wayne Isham, autor entre altres del vídeo "Living la vida Boja" de Ricky Martin.
Van entrevistar a Metallica per a la presentació del disc a Madrid, James Hetfield, cantant i guitarrista, va confessar que no li agradava la proposta de Kamen però, finalment, va decidir acceptar l'oferta. James va declarar que van aprendre molt de l'orquestra i que era massa diferent la manera de treballar, no obstant això va admetre que no hi havia molta diferència entre els gèneres musicals.

## SFS Kids
San Francisco Symphony Kids és un lloc exclusiu per a nens que ensenya el llenguatge de la música, els símbols de les partitures musicals, els sons dels diferents instruments d'una orquestra o conceptes de teoria musical com a harmonia, tempo, ritme, entre d'altres. Els educa de manera divertida per mitjà de jocs, pots, fins i tot, crear melodies amb un compositor inclòs en el lloc.
- 1995– Michael Tilson Thomas
- 1985–1995 Herbert Blomstedt
- 1977–1985 Edo de Waart
- 1970–1977 Seiji Ozawa
- 1963–1970 Josef Krips
- 1954–1963 Enrique Jordá
- 1952–1954 desconegut
- 1935–1952 Pierre Monteux
- 1930–1934 Basil Cameron i Issay Dobrowen
- 1915–1930 Alfred Hertz
- 1911–1915 Henry Hadley

## Premis
La SFS ha guanyat onze premis de la Societat Americana de Compositors, Autors i Publicistes per a programació de la nova música i compromís amb la música Estatunidenca. El 2001, San Francisco Symphony va guanyar el premi mundial de l'escut de gel per Henry Brant, després va guanyar el Publitzer Prize de música.
| Bèlgica Caecilia Prize - 1985 Nielsen: Simfonia No. 4; Simfonia No. 5 França Gran Premi du Disque - 1985 Nielsen: Simfonia No. 4; Simfonia No. 5 Orde de les Arts i les Lletres - Michael Tilson Thomas Alemanya Premi de la crítica discogràfica alemanya - 1995 Mahler: Simfonia No. 2 Japó Premi Japan Rècord Academy - 1989 Grieg: Peer Gynt Regne Unit Premis Gramophone- Millor orquestra - 1991 Nielsen: Simfonia No. 2; Simfonia No. 3 | Estats Units Premi Emmy per Programa en Conservació de la música clàssica - 2002 Sweeney Todd: The Demon Barber Of Fleet Street Premi Grammy al Millor àlbum de música clàssica - 2006 Mahler: Simfonia No. 7 - 2004 Mahler: Simfonia No. 3; Kindertotenlieder - 2000 Stravinski: The Firebird; The Rite of Spring; Perséphone Premi Grammy a la Millor interpretació coral - 1995 Brahms: Ein deutsches Requiem (1995) - 1992 Orff: Carmina Burana Premi Grammy al Millor àlbum de música clàssica - 2000 Stravinski: The Firebird; The Rite of Spring; Perséphone - 1996 Bartók: Concertierto per Orquestra; Kossuth Premi Grammy a la Millor interpretació orquestral - 2006 Mahler: Simfonia No. 7 - 2003 Mahler: Simfonia No. 6 - 2000 Stravinski: The Firebird; The Rite of Spring; Perséphone - 1996 Prokófiev: Romeo & Julieta Premi Grammy a la Millor interpretació instrumental de rock - 2001 The Call of Ktulu with Metallica |